# گیلیم (میزوری)
گیلیم (به انگلیسی: Gilliam) یک شهر در ایالات متحده آمریکا است که در شهرستان سالین، میزوری واقع شده‌است. گیلیم ۰٫۶۵ کیلومتر مربع مساحت و ۱۹۷ نفر جمعیت دارد و ۲۵۱ متر بالاتر از سطح دریا واقع شده‌است.